# Tōru Tanabe
Pour les articles homonymes, voir Tanabe.
Tōru Tanabe (田辺 とおる, Tanabe Tōru) (6 janvier 1961 à Yokohama) est un acteur japonais. En plus du japonais — sa langue natale — , il parle couramment l'anglais, l'allemand, le français et le chinois.

## Filmographie
- Brigade du crime : Hajime Ohara (saison 7, épisode 10)

## Doublage
- Ken Watanabe[1] dans : 
  - Le Dernier Samouraï (2003) : Katsumoto
  - Batman Begins (2005) : Ra's al Ghul
  - Inception (2010) : Saïto

- 2018 : High Life : le passager du train ( ? )